# قوزی خرمن
قوزی خرمن (به لاتین: Quzeyxırman) یک منطقهٔ مسکونی در جمهوری آذربایجان است که در شهرستان خوجاوند واقع شده‌است.